# Matkusmaa
Matkusmaa är en ö i Finland. Den ligger i Lokan tekojärvi och i kommunen Sodankylä i den ekonomiska regionen Norra Lappland och landskapet Lappland, i den norra delen av landet, 900 km norr om huvudstaden Helsingfors. Öns area är 50,8 hektar och dess största längd är 1 kilometer i öst-västlig riktning.